# Glória (Bahia)
Glória é um município brasileiro do estado da Bahia. Localiza-se na divisa com o estado de Pernambuco e Alagoas.

## História
Os primeiros habitantes da região de Glória foram os indígenas mariquitas e pancarus.
A colonização de Glória se deve à expansão da pecuária pela Casa da Torre, nos séculos XVII e XVIII. No início do século XVIII, formou-se, no local de uma antiga aldeia indígena, o povoado de Curral dos Bois, atual cidade de Glória. Essa povoação serviu de ponto de parada para os boiadeiros que transitavam pelo sertão.
Por meio da Lei provincial n° 160, de 8 de abril de 1842, o povoado de Curral dos Bois foi elevado à categoria de freguesia, com o nome de Santo Antônio da Glória do Curral dos Bois (refletindo a fé católica dos seus habitantes e seu padroeiro Santo Antônio), subordinada à vila de Jeremoabo.
A Lei provincial n° 2 553, de 1° de maio de 1886, elevou a Freguesia de Santo Antônio da Glória do Curral dos Bois à categoria de vila, com o nome de Santo Antônio da Glória, sendo desmembrada de Jeremoabo e instalada em 7 de janeiro de 1887. Posteriormente, os Decretos estaduais n° 7.455, de 23 de junho, e 7.479, de 8 de julho de 1931, simplificaram o nome do município de Santo Antônio da Glória para Glória.
Ao longo de sua história, Glória perdeu território para a criação dos municípios de Paulo Afonso (1958), Rodelas (1962) e Macururé (1962).
Em janeiro de 1975, alguns meses antes do enchimento do reservatório da Usina Hidrelétrica de Moxotó, a sede de Glória foi esvaziada, pois seria inundada pelas águas da represa, e sua população foi transferida para uma nova sede municipal, recém-inaugurada. Parte dos moradores recusaram-se a mudar para a nova sede, sendo transferidos, então, para o povoado de Quixaba, mais próximo da velha sede.

## Geografia
O município de Glória é banhado pelo Rio São Francisco, em cujas margens está a sede municipal, e faz parte do Território de Identidade Itaparica, do qual é o município mais antigo.
Como resultado da construção das usinas hidrelétricas de Moxotó e Itaparica, parte do território municipal está alagado pelos reservatórios dessas usinas, o que inclui a antiga sede municipal.
Uma parte do território de Glória está localizado no Raso da Catarina, uma ecorregião da Caatinga de condições extremas.

## Turismo
Principais Atrativos:
- Balneário Canto das Águas (Prainha de Glória);
- Ilha do Rarrá;
- Ruínas da Velha Glória;
- Praia do Bode Assado;
- Serra do Retiro;
- Trilha da Serra do Retiro;
- Paraíso das Águas (Hotel/Pousada).